# Hemicordulia intermedia
Hemicordulia intermedia – gatunek ważki z rodziny szklarkowatych (Corduliidae).